# Jan Suffczyński
Jan Suffczyński herbu Szeliga (ur. w 1750 roku – zm. 17 sierpnia 1812 roku w Zamościu) – generał major komenderujący kawalerią w Dywizji Wołyńskiej i Kijowskiej (później Kijowskiej i Bracławskiej) w 1789 roku,  generał major komenderujący w Dywizji Wołyńskiej i Podolskiej w 1792 roku, sędzia pokoju powiatu hrubieszowskiego w 1812 roku.
Jako rotmistrz walczył w konfederacji barskiej, po jej upadku wstąpił do wojska bawarskiego. Uczestnik wojny polsko-rosyjskiej 1792 roku.